# CIMA: The Enemy
CIMA: The Enemy (フロンティア ストーリーズ, Frontier Stories) est un jeu vidéo de rôle développé par Neverland et édité par Marvelous Entertainment, sorti en 2003 sur Game Boy Advance.

## Accueil
- Famitsu : 31/40[1]
- Game Informer : 8/10[2]
- IGN : 6/10[3]